# 10.ª etapa do Tour de France de 2020
A 10.ª etapa do Tour de France de 2020 desenvolveu-se na terça-feira, 8 de setembro de 2020 entre o Ilha de Oléron e a Ilha de Ré, sobre um percurso de 168,5 quilómetros.

## Percurso
Em Carântono-Marítimo, a etapa parte da ilha de Oléron e termina na ilha de Ré. O percurso não consta de nenhuma ascensão.

## Desenvolvimento da corrida
Após a primeira jornada de repouso, a equipa Deceuninck-Quick Step provoca um corte a mais de 100 km da chegada, Dan Martin (Israel Start-Up Nation) e Emmanuel Buchmann estão na fuga. O pelotão vai se juntar a uma dezena de quilómetros mais tarde. Entre tempos, os escapados, Stefan Küng (Groupama-FDJ) e Michael Schär, são apanhados pela primeira parte do pelotão. Numerosos corredores caem ao longo da etapa, sobretudo Pogačar, Coquard, G.Martin, López e Alaphilippe. Para a terceira vez desde a saída da prova, Trentin consegue o sprint intermediário justo ante Sagan, Bennett que toma o 3.º lugar. Apesar de ataques na ponte da ilha de Ré de Küng depois Anthony Turgis (Total-Direct Energie), bem como algumas tentativas de cortes no final, a etapa conclui-se por um sprint em massa. Sam Bennett impõe-se, seguido Caleb Ewan e Peter Sagan. O campeão da Irlanda retoma assim a cabeça da classificação por pontos.

## Classificação da etapa
| \| Classificação por etapas \| Classificação por etapas \| Classificação por etapas \| Classificação por etapas \| Classificação por etapas \| \| Ciclista \| Ciclista \| Equipe \| Tempo \| \| \| ------------------------ \| ------------------------ \| -------------------------------- \| ------------------------ \| ------------------------ \| \| 1. \| Sam Bennett \| Deceuninck-Quick Step \| 3h35m22s \| \| \| 2. \| Caleb Ewan \| Lotto-Soudal \| + 0s \| \| \| 3. \| Peter Sagan \| Bora-Hansgrohe \| + 0s \| \| \| 4. \| Elia Viviani \| Cofidis \| + 0s \| \| \| 5. \| Mads Pedersen \| Trek-Segafredo \| + 0s \| \| \| 6. \| André Greipel \| Israel Start-Up Nation \| + 0s \| \| \| 7. \| Bryan Coquard \| B&B Hotels-Vital Concept p/b KTM \| + 0s \| \| \| 8. \| Cees Bol \| Team Sunweb \| + 0s \| \| \| 9. \| Jasper Stuyven \| Trek-Segafredo \| + 0s \| \| \| 10. \| Luka Mezgec \| Mitchelton-Scott \| + 0s \| \| |                |                                  |          |
| |                |                                  |          |
| Fonte: ProCyclingStats |                |                                  |          |
| Classificação por etapas |                |                                  |          |
| Ciclista | Ciclista       | Equipe                           | Tempo    |
| 1. | Sam Bennett    | Deceuninck-Quick Step            | 3h35m22s |
| 2. | Caleb Ewan     | Lotto-Soudal                     | + 0s     |
| 3. | Peter Sagan    | Bora-Hansgrohe                   | + 0s     |
| 4. | Elia Viviani   | Cofidis                          | + 0s     |
| 5. | Mads Pedersen  | Trek-Segafredo                   | + 0s     |
| 6. | André Greipel  | Israel Start-Up Nation           | + 0s     |
| 7. | Bryan Coquard  | B&B Hotels-Vital Concept p/b KTM | + 0s     |
| 8. | Cees Bol       | Team Sunweb                      | + 0s     |
| 9. | Jasper Stuyven | Trek-Segafredo                   | + 0s     |
| 10. | Luka Mezgec    | Mitchelton-Scott                 | + 0s     |

## Classificações ao final da etapa

### Classificação geral(Maillot Jaune)
| \| Classificação geral \| Classificação geral \| Classificação geral \| Classificação geral \| Classificação geral \| \| Ciclista \| Ciclista \| Equipe \| Tempo \| \| \| ------------------- \| ------------------- \| ------------------- \| ------------------- \| ------------------- \| \| 1. \| Primož Roglič \| Jumbo-Visma \| 42h15m23s \| \| \| 2. \| Egan Bernal \| Ineos Grenadiers \| + 21s \| \| \| 3. \| Guillaume Martin \| Cofidis \| + 28s \| \| \| 4. \| Romain Bardet \| AG2R La Mondiale \| + 30s \| \| \| 5. \| Nairo Quintana \| Arkéa-Samsic \| + 32s \| \| \| 6. \| Rigoberto Urán \| EF Pro Cycling \| + 32s \| \| \| 7. \| Tadej Pogačar \| UAE Team Emirates \| + 44s \| \| \| 8. \| Adam Yates \| Mitchelton-Scott \| + 1m02s \| \| \| 9. \| Miguel Ángel López \| Astana \| + 1m15s \| \| \| 10. \| Mikel Landa \| Bahrain McLaren \| + 1m42s \| \| |                    |                   |           |
| |                    |                   |           |
| Fonte: ProCyclingStats |                    |                   |           |
| Classificação geral |                    |                   |           |
| Ciclista | Ciclista           | Equipe            | Tempo     |
| 1. | Primož Roglič      | Jumbo-Visma       | 42h15m23s |
| 2. | Egan Bernal        | Ineos Grenadiers  | + 21s     |
| 3. | Guillaume Martin   | Cofidis           | + 28s     |
| 4. | Romain Bardet      | AG2R La Mondiale  | + 30s     |
| 5. | Nairo Quintana     | Arkéa-Samsic      | + 32s     |
| 6. | Rigoberto Urán     | EF Pro Cycling    | + 32s     |
| 7. | Tadej Pogačar      | UAE Team Emirates | + 44s     |
| 8. | Adam Yates         | Mitchelton-Scott  | + 1m02s   |
| 9. | Miguel Ángel López | Astana            | + 1m15s   |
| 10. | Mikel Landa        | Bahrain McLaren   | + 1m42s   |

### Classificação por pontos(Maillot Vert)
| Classificação por pontos | Classificação por pontos | Classificação por pontos         | Classificação por pontos | Classificação por pontos |
| Ciclista                 | Ciclista                 | Equipe                           | Pontos                   |                          |
| ------------------------ | ------------------------ | -------------------------------- | ------------------------ | ------------------------ |
| 1.                       | Sam Bennett              | Deceuninck-Quick Step            | 196 pts                  |                          |
| 2.                       | Peter Sagan              | Bora-Hansgrohe                   | 175 pts                  |                          |
| 3.                       | Bryan Coquard            | B&B Hotels-Vital Concept p/b KTM | 129 pts                  |                          |
| 4.                       | Matteo Trentin           | CCC Team                         | 123 pts                  |                          |
| 5.                       | Wout van Aert            | Jumbo-Visma                      | 111 pts                  |                          |
| 6.                       | Caleb Ewan               | Lotto-Soudal                     | 105 pts                  |                          |
| 7.                       | Alexander Kristoff       | UAE Team Emirates                | 95 pts                   |                          |
| 8.                       | Julian Alaphilippe       | Deceuninck-Quick Step            | 82 pts                   |                          |
| 9.                       | Michael Mørkøv           | Deceuninck-Quick Step            | 77 pts                   |                          |
| 10.                      | Cees Bol                 | Team Sunweb                      | 72 pts                   |                          |

### Classificação da montanha(Maillot à Pois Rouges)
| Classificação da montanha | Classificação da montanha | Classificação da montanha        | Classificação da montanha | Classificação da montanha |
| Ciclista                  | Ciclista                  | Equipe                           | Pontos                    |                           |
| ------------------------- | ------------------------- | -------------------------------- | ------------------------- | ------------------------- |
| 1.                        | Benoît Cosnefroy          | AG2R La Mondiale                 | 36 pts                    |                           |
| 2.                        | Nans Peters               | AG2R La Mondiale                 | 31 pts                    |                           |
| 3.                        | Marc Hirschi              | Team Sunweb                      | 26 pts                    |                           |
| 4.                        | Ilnur Zakarin             | CCC Team                         | 25 pts                    |                           |
| 5.                        | Toms Skujiņš              | Trek-Segafredo                   | 24 pts                    |                           |
| 6.                        | Quentin Pacher            | B&B Hotels-Vital Concept p/b KTM | 20 pts                    |                           |
| 7.                        | Primož Roglič             | Jumbo-Visma                      | 18 pts                    |                           |
| 8.                        | Tadej Pogačar             | UAE Team Emirates                | 14 pts                    |                           |
| 9.                        | Carlos Verona             | Movistar Team                    | 14 pts                    |                           |
| 10.                       | Neilson Powless           | EF Pro Cycling                   | 14 pts                    |                           |

### Classificação do melhor jovem(Maillot Blanc)
| Classificação dos jovens | Classificação dos jovens | Classificação dos jovens | Classificação dos jovens | Classificação dos jovens |
| Ciclista                 | Ciclista                 | Equipe                   | Tempo                    |                          |
| ------------------------ | ------------------------ | ------------------------ | ------------------------ | ------------------------ |
| 1.                       | Egan Bernal              | Ineos Grenadiers         | 42h15m44s                |                          |
| 2.                       | Tadej Pogačar            | UAE Team Emirates        | + 23s                    |                          |
| 3.                       | Enric Mas                | Movistar Team            | + 1m41s                  |                          |
| 4.                       | Sergio Higuita           | EF Pro Cycling           | + 5m47s                  |                          |
| 5.                       | Harold Tejada            | Astana                   | + 45m02s                 |                          |
| 6.                       | Daniel Felipe Martínez   | EF Pro Cycling           | + 50m49s                 |                          |
| 7.                       | Valentin Madouas         | Groupama-FDJ             | + 1h03m30s               |                          |
| 8.                       | Marc Hirschi             | Team Sunweb              | + 1h03m49s               |                          |
| 9.                       | Neilson Powless          | EF Pro Cycling           | + 1h06m28s               |                          |
| 10.                      | David Gaudu              | Groupama-FDJ             | + 1h10m51s               |                          |

### Classificação por equipas(Classement par Équipe)
| Classificação por equipes | Classificação por equipes | Classificação por equipes | Classificação por equipes |
| Equipe                    | Equipe                    | Tempo                     |                           |
| ------------------------- | ------------------------- | ------------------------- | ------------------------- |
| 1.                        | Movistar Team             | 26h53m01s                 |                           |
| 2.                        | EF Pro Cycling            | + 5m12s                   |                           |
| 3.                        | Trek-Segafredo            | + 5m27s                   |                           |
| 4.                        | AG2R La Mondiale          | + 13m22s                  |                           |
| 5.                        | Jumbo-Visma               | + 17m07s                  |                           |
| 6.                        | Astana                    | + 20m14s                  |                           |
| 7.                        | Ineos Grenadiers          | + 24m44s                  |                           |
| 8.                        | Bahrain McLaren           | + 33m13s                  |                           |
| 9.                        | Mitchelton-Scott          | + 40m10s                  |                           |
| 10.                       | Arkéa-Samsic              | + 1h14m06s                |                           |

## Abandonos
- Domenico Pozzovivo não tomou a saída por uma lesão no cotovelo como consequência de uma queda na 1.ª etapa.[2]